# Prievidza
Prievidza Priwitz Privigye 51.201 
Prievidza (tiếng Đức: Priwitz, tiếng Hungary: Privigye) là một thành phố ở tây trung bộ Slovakia. Thành phố Prievidza có diện tích km2. Thành phố có dân số 51.200 người (thời điểm ngày 31 tháng 12 năm 2006). Đây là thành phố lớn thứ 11 của Slovakia theo dân số năm 2006 và là một trong các thành phố lớn nhất ở khu vực Trenčín.
Prievidza là một trung tâm cho các tổ chức có tầm quan trọng của khu vực - chính phủ cũng như thương mại. Nó thường được gọi là "thành phố xanh". Các câu lạc bộ thể thao nổi bật nhất bao gồm các Prievidza BC (bóng rổ, nhà vô địch cuối cùng của Tiệp Khắc trước khi quốc gia này tan rã), câu lạc bộ bóng đá Prievidza và câu lạc bộ hockey trên băng.
Prievidza có 6 phường: Staré mesto (phố cổ), Píly, Necpaly, Kopanice, Zápotôčky và Žabník và có ba ngôi làng liền kề là một phần hành chính của Prievidza: Hradec, Mala Lehôtka và Veľká Lehôtka.
Thành phố đã được đề cập lần đầu tiên năm 1113 với tên gọi Preuigan. Nó được nâng thành thị trấn tự do hoàng gia năm 1383. Từ thế kỷ 16, nghề thủ công phát triển trong Prievidza. Từ ngày 16 đến thứ ba đầu tiên của thế kỷ 17, gia đình Thurzo kiểm soát thị trấn. Đế quốc Ottoman tiếp cận Prievidza từ phía nam và đốt cháy năm 1599, cùng với các thị trấn khác trong thung lũng sông trên Nitra. Trong cuộc nổi dậy Kuruc trong 1673, Prievidza đã bị đốt cháy một lần nữa, với ngọn lửa đốt cháy một phần tài liệu lưu trữ của thị xã. Trong năm 1870, có 2.719 cư dân. Từ cuối thế kỷ 19 và đầu thế kỷ 20, ngành công nghiệp bắt đầu phát triển, khi đường sắt nối với Prievidza được xây dựng. Trong cuộc chiến tranh thế giới thứ II, thành phố là một trong những trung tâm của du kích. Kể từ khi chiến tranh kết thúc, dân số vô cùng lớn từ 5.000 cư dân khoảng 53.000 cư dân, khi ngành công nghiệp tăng trưởng. Prievidza trở thành ngôi nhà của thợ mỏ và người lao động tìm được việc làm trong các mỏ than, trạm điện và nhà máy hóa chất ở thị trấn gần đó Nováky.
Prievidza nằm ở độ cao 280 mét (919 ft) trên mực nước biển và bao phủ một diện tích 43,06 km vuông (16,6 sq mi). Thành phố này nằm rất gần thị trấn nhỏ nhưng nổi tiếng hơn Bojnice, trên thực tế chia sẻ hệ thống giao thông công cộng. Thung lũng của sông Nitra, trong đó thành phố tọa lạc, được bao quanh bởi các dãy núi trên tất cả các bên trong các dãy núi phía tây Strážov, ở phía bắc Fatra Mala, trong Žiar phía đông và ở Vtáčnik phía nam. Prievidza là thành phố lớn nhất thứ mười một ở Slovakia. Nó nằm khoảng 60 km (37 dặm) phía nam của Zilina, 69 km (43 dặm) km về phía đông của Trenčín vốn khu vực và 158 km (98 dặm) km từ Bratislava (bằng đường bộ).

## Dân số
| Năm            | 1994   | 2004   | 2014   | 2024    |
| -------------- | ------ | ------ | ------ | ------- |
| Số lượng người | 54.427 | 51.596 | 47.574 | 42.429  |
| Sự khác biệt   |        | −5,20% | −7,79% | −10,81% |

| Năm            | 2023   | 2024   |
| -------------- | ------ | ------ |
| Số lượng người | 42.980 | 42.429 |
| Sự khác biệt   |        | −1,28% |